# Tatra 603 MB
Prototyp minibusu Tatra 603 MB byl prvním vozidlem vyvinutým v pobočném vývojovém závodě č. 5 podniku Tatra Kopřivnice v Bratislavě na Mlynských Nivách, založeném v roce 1960.
Automobil byl koncipován jako užitková verze osobního automobilu Tatra 603, přičemž měl v maximální míře využívat některých jeho skupin. Minibus postavený v roce 1961 byl vlastně funkčním vzorkem plánované nové řady užitkových automobilů, proto byl při vývoji důraz kladen hlavně na konstrukční řešení. Pro urychlení stavby prototypu byla jako provizorní základ použita méně vhodná karosérie lehkého terénního automobilu Tatra 805. Nová řada užitkových automobilů byla plánována vcelku velkoryse a měla být mimo minibusu jako základního modelu tvořena například ze skříňových nástaveb různého provedení, pojízdné prodejny, otevřeného provedení pick-up a nízkoplošinového valníku.
Už v této etapě vývoje projektu se v bratislavském závodě pracovalo na nové a esteticky zdařilejší karoserii, která měla nahradit poměrně strohý design funkčního vzorku. Přes tyto skutečnosti byl právě vzhled karosérie T 603 MB vozu nejvíc vytýkán, což však bylo v těchto souvislostech bezpředmětné a výhody progresivního technického řešení zůstávaly při hodnocení vozidla téměř nepovšimnuty.
T 603 MB používala hnací agregát včetně některých podvozkových komponentů z osobního vozidla T 603, avšak opačně otočený. Motor byl umístěn za přední hnanou nápravou. Uvnitř karoserie bylo 11 míst k sezení. Automobil lehce dosahoval maximální rychlost přes 120 km/h při dobrých dynamických parametrech a spotřebě benzínu kolem 16 litrů na 100 kilometrů. Díky pohonu přední nápravy, širokému rozchodu kol a poměrně nízko položenému těžišti měl minibus výborné jízdní vlastnosti v zatáčkách a velmi dobré odpružení. I přes progresivní koncepci však zůstalo jen u jednoho funkčního vzorku, který se zachoval do současnosti jako exponát bratislavského Muzea dopravy Slovenského technického múzea.
Popisovaný vůz Tatra 603 MB a varianta NP byly dlouhá léta jedinými typy vozidel Tatra s pohonem předních kol. K této koncepci se potom automobilka vrátila až v roce 1996 u svého posledního užitkového automobilu Tatra Beta, což však byla labutí píseň výroby takového typu automobilů v Kopřivnici.